# Ellen Horn
Ellen Horn (née Ellen Stoesen, le 1er février 1951) est une actrice, directrice de théâtre et femme politique norvégienne du Parti travailliste.

## Carrière
Horn débute comme actrice de marionnettes au Oslo Nye Teater (1969-1970) et est formée au Teaterhøyskolen (1972-1975). Depuis la fin des années 1980, il est l'une des figures les plus centrales et les plus importantes du théâtre norvégien. En tant qu'actrice, elle se distingue par sa polyvalence ; en tant que directrice du Nationaltheatret (1992-2000), elle réussit à transformer une compagnie déficitaire et dotée d'une culture d'entreprise très turbulente en un théâtre florissant tant sur le plan financier qu'artistique. Horn est associée du Norsk Rikskringkasting et du Nationaltheatret et est ensuite directrice du Riksteatret.
Horn continue à développer et à consolider le Festival Ibsen et dirige le Nationaltheatret jusqu'à son 100e anniversaire en 1999. A cette occasion, elle est nommée Commandeure de l'Ordre de Saint-Olaf. Durant le premier cabinet de Stoltenberg, elle est ministre de la Culture (2000-2001).
Après avoir quitté le cabinet, Horn retourne au Théâtre national en tant qu'actrice et, ces dernières années, elle fait des tournées avec les productions théâtrales Undset et Jeg kunne gråte blod (sur Marie et Knut Hamsun).

## Vie privée
Horn est mariée (1988) au batteur de jazz norvégien Jon Christensen (1943–2020) et elle a deux enfants : la directrice de théâtre Kjersti Horn (en) (née en 1977, de son mariage (1973–81) avec le scénographe Per Kristian Horn, né en 1941), et la chanteuse et actrice Emilie Stoesen Christensen (en) (née en 1986) de son mariage actuel.